# Гамільтон (острів)
Гамільтон (англ. Hamilton Island) — острів із групи островів Вітсанді в Квінсленді, Австралія. Це приблизно 887 кілометрів (551 миль) на північ від Брісбена та 512 кілометрів (318 миль) на південь від Кернса.  

## Географія
Знаходиться в 12 кілометрах від узбережжя австралійського штату Квінсленд, в кільці Рифа. Площа острова складає всього близько 5 км ². Гамільтон є найбільшим жилим островом архіпелагу Вітсандей. Клімат субтропічний з м'якими зимами. 
Острів Гамільтон в Австралії одне з популярних місць серед любителів підводного плавання.
Це найбільший населений острів з островів Трійці та популярне цілорічне туристичне місце. Острів Гамільтон — один із небагатьох островів у Великому Бар’єрному рифі, де є комерційний аеропорт, звідки здійснюються прямі рейси з Сіднея, Мельбурна та Брісбена.

## Історія
Вважається, що острів Гамільтон названий на честь члена екіпажу дослідницького судна, яке визначило цю територію в 1866 році. Острів був придбаний у 1975 році Кітом Вільямсом і Браяном Бертом для оренди пасовищ. У 1978 році Кейт Вільямс розпочав будівництво гавані острова Гамільтон і незабаром після цього курортного комплексу.
Курорт відкривався поетапно між 1982 і 1984 роками. У 1985 році пожежа знищила більшу частину центральної частини курортного комплексу, який був повністю відбудований до 1986 року. Нинішні апартаменти Whitsunday Holiday Apartments відкрилися в 1986 році, а в 1990 році — готель Reef View Hotel. У 1992 році курорт був поміщений під контроль, і між 1995 і 2003 роками ним володіла BT Australia і деякий час управлялася Holiday Inn. У 1999 році відкрився п'ятизірковий Beach Club. У 2003 році острів придбала сім’я Отлі, оператори виноробного бізнесу, і була виставлена на продаж у 2023 році.
У 1987 році гітарист «Бітлз» Джордж Гаррісон і його дружина Олівія Харрісон побудували комплекс на острові в південній частині Тихого океану, який вони назвали «Letsbeavenue». Вони жили там сезонно до кінця життя Джорджа. Резиденція все ще існує і розташована на проспекті Мелалеука, але була продана родиною в 2008 році.
У 2009 році було завершено дві ключові інфраструктурні та туристичні розробки курорту. Яхт-клуб острова Гамільтон був офіційно завершений і відкритий колишнім прем'єр-міністром Квінсленда Анною Блай під час тижня гонок на острові Гамільтон. і Hamilton Island Golf Club — це нове курортне поле для чемпіонату, яке було відкрито в серпні 2009 року. Поле з 18 лунками на сусідньому острові Дент вимірює 6120 метрів і вважається єдиним острівним полем для гольфу в Австралії.
У 2009 році Tourism Queensland рекламував Великий Бар’єрний риф як глобальний туристичний напрямок за допомогою веб-сайту, який заохочував людей по всьому світу подавати заявки на «Найкращу роботу в світі», бути «Доглядачем островів», щоб «доглядати» за островами. Великого Бар'єрного рифу протягом півроку, базуючись на острові Гамільтон.
За переписом населення Австралії 2011 року населення острова становило 1208 осіб. Постійне населення складається з мешканців та персоналу. Туристичне населення досягає приблизно 5000 осіб у пікові періоди.

## Освіта
Державна школа острова Гамільтон обслуговує учнів від підготовчого до 6 класу. Вона розташована на острові Гамільтон у групі Трійці, за двадцять кілометрів від материкової частини Австралії. Вона була відкрита 28 січня 1986 року. Школа також пропонує низку позакласних пропозицій, наприклад учні 4, 5 та 6 класів мають можливість навчитися плавати, а з 2018 року учні 4 класу матимуть можливість завершити PADI Сертифікат дайвінгу з тюленями.

## Зручності
Питна вода забезпечується шляхом поєднання рециркуляції дощової води, греблі та опріснення морської води. У 1996 році була введена в експлуатацію установка з опріснення морської води методом зворотного осмосу, яка може постачати до 1,3 млн літрів питної води на добу. Забір морської води заводу приводиться в рух двома вертикальними турбінними насосами, встановленими на спеціально виготовленому причалі. Відпрацьований розсіл скидається до ями, де він тяжіє до океанського стоку подалі від водозабору морської води. Електрика забезпечується підводним кабелем, з’єднаним із материком, а також генераторами на острові.
Аеропорт острова Гамільтон, правильно названий аеропортом Великого Бар’єрного Рифу, був одним із попередніх об’єктів інфраструктури та був побудований на початку 1980-х років.
На острові відбувається близько 500 весіль на рік у різних місцях.
Сусідній острів Дент був придбаний родиною Отлі, і зараз тут розміщено поле для гольфу світового класу Гамільтон-Айленд.

## Транспорт
Аеропорт острова Гамільтон — єдиний аеропорт на островах Вітсанді, який достатньо великий, щоб обслуговувати більші комерційні літаки. Острів Гамільтон також обслуговується кількома поромами, які можуть перевозити лише пасажирів. На острові заборонено рух транспортних засобів материка, за винятком транспортних засобів для торговців і громадського транспорту острова.